# Singapore ai Giochi della XVI Olimpiade
Singapore ha partecipato ai Giochi della XVI Olimpiade che si sono svolti a Melbourne dal 22 novembre all'8 dicembre 1956 
con una delegazione di 49 atleti, di cui 2 donne, impegnati in 6 discipline,
senza aggiudicarsi medaglie.

## Risultati

### Pallacanestro
| Atleta | Classifica |
| --- | ---------- |
| V · D · M Nazionale singaporiana - Pallacanestro ai Giochi della XVI Olimpiade 3 Ong · 4 Ho · 5 Ko · 6 Yee · 7 Lee · 8 Wong · 9 Sy · 10 Sien · 11 Yeo · 12 Chen · 13 Wee · 14 Henderson · All. Charlie Sien | 13°        |
| Nazionale singaporiana - Pallacanestro ai Giochi della XVI Olimpiade |            |
| 3 Ong · 4 Ho · 5 Ko · 6 Yee · 7 Lee · 8 Wong · 9 Sy · 10 Sien · 11 Yeo · 12 Chen · 13 Wee · 14 Henderson · All. Charlie Sien                                                                                |            |

### Pallanuoto
| Atleta | Classifica                                                                                                |                      |
| --- | --- | -------------------- |
| V · D · M Nazionale maschile singaporiana di pallanuoto · Giochi olimpici - Melbourne 1956 Lim • Thio • Chee • Yeo • Gan • W. Wolters • Tan Eng Bock • S. Wolters • Oh • Lim • Tan Eng Liang · CT : - | 10° |                      |
| Nazionale maschile singaporiana di pallanuoto · Giochi olimpici - Melbourne 1956 | |                      |
| Lim • Thio • Chee • Yeo • Gan • W. Wolters • Tan Eng Bock • S. Wolters • Oh • Lim • Tan Eng Liang · CT: -                                                                                             | Lim • Thio • Chee • Yeo • Gan • W. Wolters • Tan Eng Bock • S. Wolters • Oh • Lim • Tan Eng Liang · CT: - | Singapore (bandiera) |